# Sia Furler
Sia Kate Isobelle Furler, känd som enbart Sia, född 18 december 1975 i Adelaide i South Australia, är en australisk popsångare och låtskrivare som har samarbetat med många artister. Hon sjunger i David Guettas hitlåtar "Titanium", "She Wolf (Falling to Pieces)" och "Wild Ones" med Flo Rida. Hennes singel "Chandelier" blev en global succé och var nominerad till fyra Grammy Awards.

## Karriär
Sia Furler är uppvuxen i Adelaide. Hennes föräldrar, Loene Furler och Phil B. Colson, var med i rockabillybandet The Soda Jerx. Hon studerade vid North Adelaide Primary, Adelaide High School och University of Adelaide där hon läste italienska och politik.

### 1996–2000: Crisp ochOnlySee
Som sjuttonåring blev Furler sångare i bandet Crisp. 1997 hoppade hon av bandet och satsade på en solokarriär. Hennes debutalbum var OnlySee.

### 2000–2007:Healing Is DifficultochColour the Small One
2000 skrev hon ett skivkontrakt med Sony Music. Den 9 juli 2001 släppte hon sitt andra soloalbum, Healing Is Difficult. Albumet fick positiv kritik av bland annat BBC. Singeln "Taken for Granted" hamnade på en tionde plats på UK Singles Chart. Furler var dock missnöjd med marknadsföringen av albumet, så hon lämnade Sony och hamnade hos Universal Music. Bolaget producerade hennes tredje soloalbum, Colour the Small One, som släpptes under 2004. Låten "Breathe Me" gjorde henne berömd, vilket hon inte uppskattade.

### 2007–2013:Lady Croissant,Some People Have Real ProblemsochWe Are Born

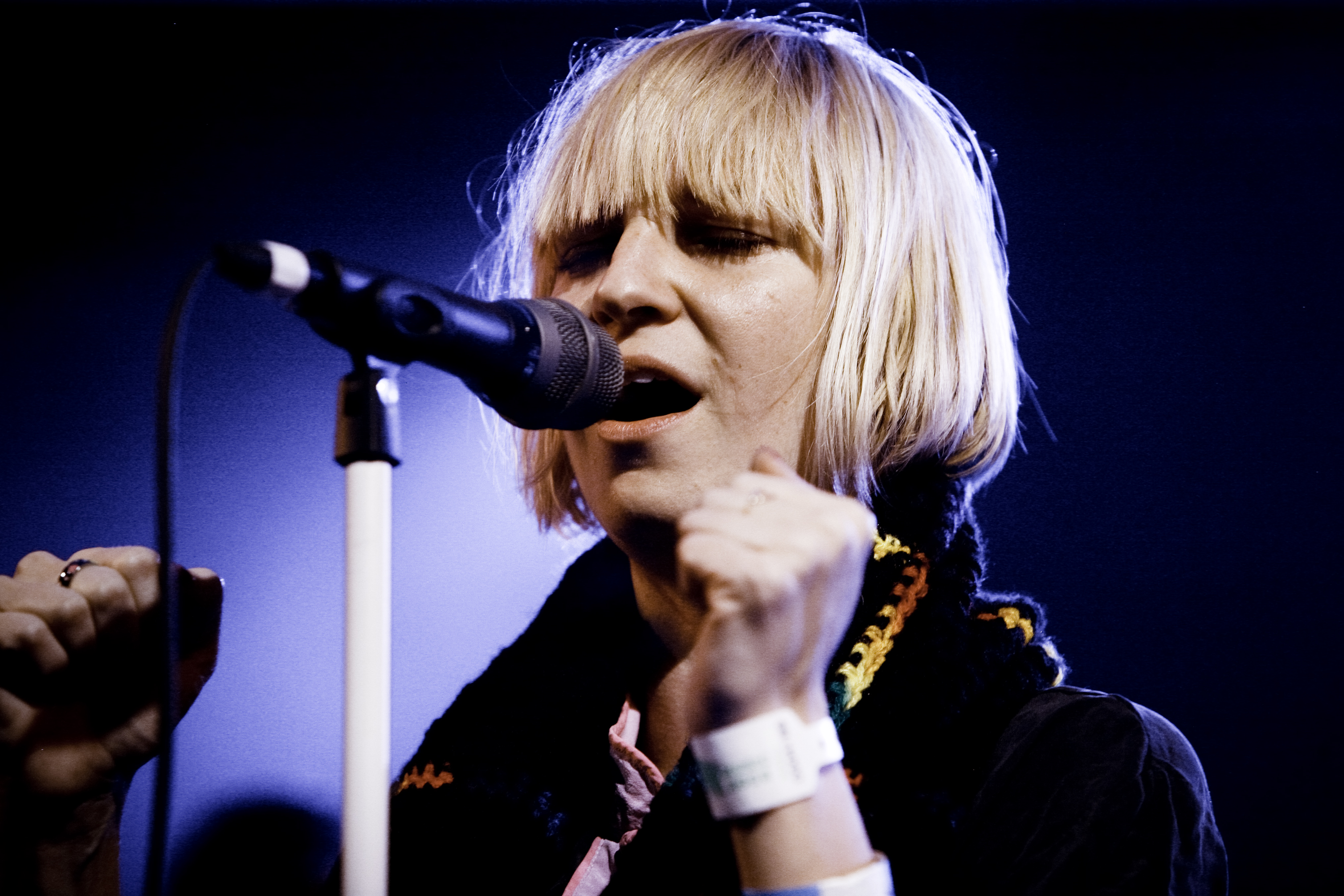
Sia uppträder år 2008.

Den 3 april 2007 släppte Furler livealbumet Lady Croissant, genom Astralwerks. Året därpå släppte hon sitt fjärde soloalbum Some People Have Real Problems. Albumet hamnade på 26:e plats på Billboard 200. 2009 påbörjade Furler ett samarbete med Christina Aguilera, vilket resulterade i tre låtar som finns på Aguileras album Bionic. 
Den 18 juni 2010 släpptes det femte soloalbumet We Are Born. Furler fick sex nomineringar för We Are Born på ARIA-galan 2010, varav hon vann två. Albumet har också nått guld. Samma månad tvingades Furler att ställa in sina kommande evenemang på grund av basedows sjukdom.
Under 2011 spelade hon in låtarna "Titanium" och "Wild Ones" med David Guetta respektive Flo Rida. Båda låtarna blev stora hits. Samarbetet med Guetta fortsatte, vilket ledde till låten "She Wolf (Falling to Pieces)" som släpptes 2012.

### 2013–idag1000 Forms of FearochThis Is Acting
Den 13 september 2013 berättade Sia att hon håller på att slutföra sitt sjätte soloalbum med Greg Kurstin. Albumets första singel, "Chandelier", släpptes den 17 mars 2014. Singeln hamnade på första plats på Billboards lista Hot Dance Club Songs. Den 18 april 2014 meddelades att albumet skulle heta 1000 Forms of Fear. En musikvideo för "Chandelier" publicerades online den 6 maj 2014. I videon bär Maddie Ziegler en blond peruk och dansar. Den 8 juli 2014 släpptes 1000 Forms of Fear och toppade Billboard 200.
Den 7 januari 2015 släpptes musikvideon till albumets fjärde singel "Elastic Heart". I videon framför Ziegler och skådespelaren Shia LaBeouf en dans som väckte starka reaktioner i sociala medier. Sia bad sedan om ursäkt via Twitter.
I en intervju med NME meddelade Sia att hennes sjunde soloalbum var klart. Albumet heter This Is Acting, och släpptes den 29 januari 2016. Huvudsingel blev låten "Alive" som skrevs tillsammans med Adele.

## Privatliv

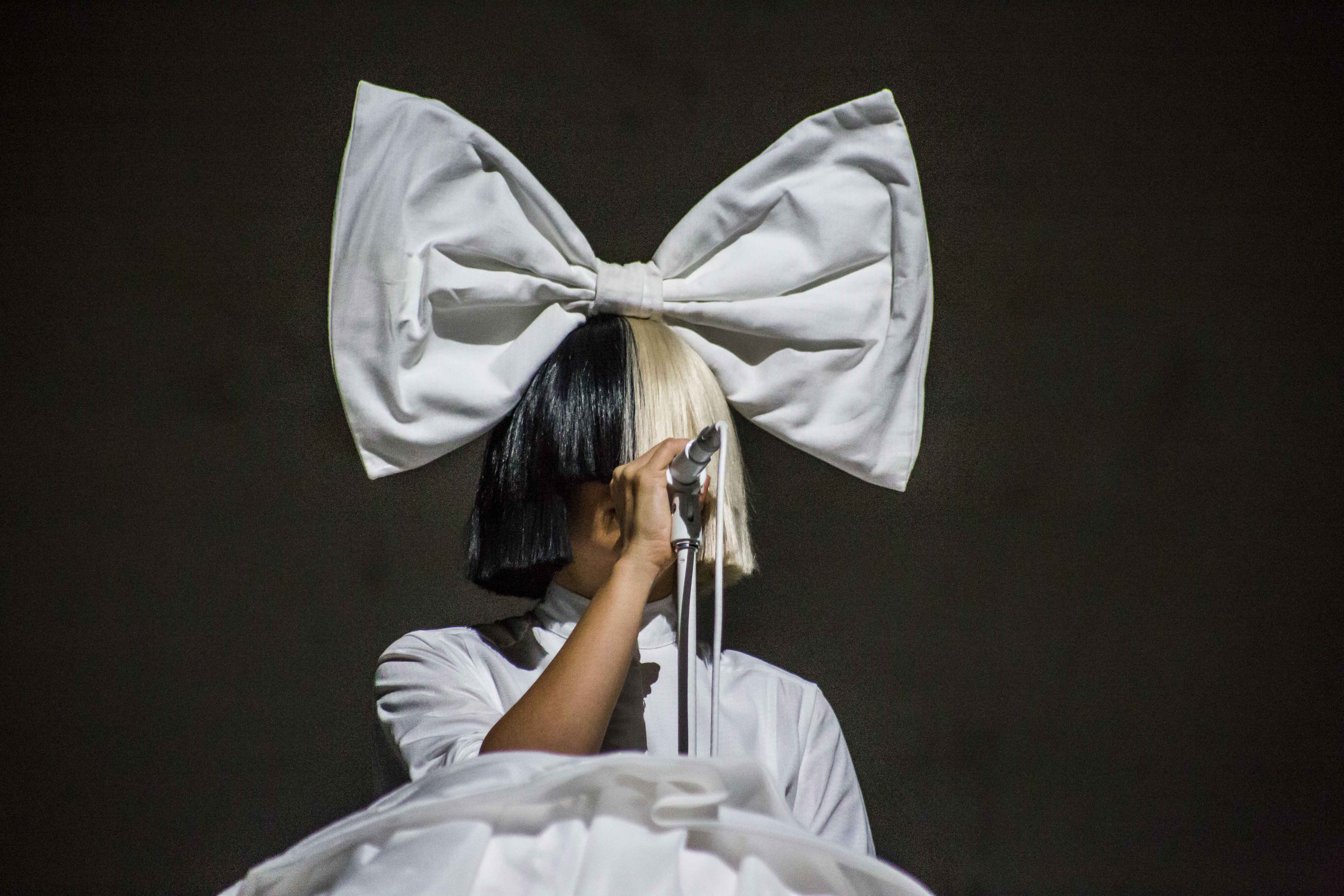
Sia använder sig av peruker som täcker ansiktet när hon ska uppträda.

Sia har sagt att hon inte uppskattar kändislivet. När hennes musik uppmärksammades beslutade hon att inte visa sitt ansikte vid uppträdanden.
Sia är bisexuell och har haft ett förhållande med sångaren JD Samson. Den 2 augusti 2014 gifte hon sig med filmmakaren Erik Anders Lang i Palm Springs, Kalifornien.

### Hälsa
Hon hamnade i en djup depression under 2010. Hon sade att hon blev beroende av smärtstillande och alkohol och hade självmordstankar. I juni 2010 diagnostiserades hon med Basedows sjukdom. I oktober 2019 berättade Sia på sitt Twitterkonto att hon lider av Ehlers-Danlos syndrom.

### Aktivism
Sia är vegan och har gjort reklam för PETA med sin hund Pantera. Hon har också deltagit i Oscar's Law-kampanjen som protesterar mot avel och att hundar används som redskap i fabriker.

## Diskografi

### Studioalbum
- 1997 – OnlySee
- 2001 – Healing Is Difficult
- 2004 – Colour the Small One
- 2008 – Some People Have Real Problems
- 2010 – We Are Born
- 2014 – 1000 Forms of Fear
- 2016 – This Is Acting
- 2017 – Everyday Is Christmas
- 2019 – LSD
- 2021 – Music
- 2024 – Reasonable Woman

### Livealbum
- 2007 – Lady Croissant

### Samlingsalbum
- 2012 – Best Of...